# گورستان د کیقال
گورستان د کیقال مربوط به هزاره اول قم است و در شهرستان ورزقان، بخش مرکزی، دهستان بکرآباد ، ۲۵۰ متری جنوب روستای کیقال واقع شده و این اثر در تاریخ ۱۲ شهریور ۱۳۸۶ با شمارهٔ ثبت ۱۹۳۶۱ به‌عنوان یکی از آثار ملی ایران به ثبت رسیده است.